# 拉帕尔马德尔孔达多
拉帕尔马德尔孔达多，是西班牙安达卢西亚自治区韦尔瓦省的一个市镇。2001年，该镇的总面积为60平方公里，总人口9658人，人口密度161人/平方公里。